# Valor actual neto
El valor actual neto, también conocido como  valor actualizado neto o valor presente neto (en inglés net present value), cuyo acrónimo es VAN (en inglés, NPV), corresponde al valor presente de los flujos de caja netos (ingresos - egresos) originados por una inversión.
La fórmula para calcular el Valor Actual Neto es:
{\displaystyle {\mbox{VAN}}=\sum _{t=1}^{n}{\frac {F_{t}}{(1+d)^{t}}}-I_{0}}
Donde:
{\displaystyle F_{t}} representa los flujos de caja en cada periodo t.
{\displaystyle I_{0}} es el valor del desembolso inicial de la inversión.
{\displaystyle n} es el número de períodos considerado.
{\displaystyle d} es la tasa de descuento.
El valor de d que hace que el VAN tome un valor igual a 0, se denomina tasa interna de retorno (TIR) y es una medida de la rentabilidad de una inversión.
En este caso particular se tiene que:
{\displaystyle VAN=\sum _{t=1}^{n}{\frac {F_{t}}{(1+TIR)^{t}}}-I_{o}=0}

## Interpretación
| Valor   | Significado | Decisión a tomar |
| ------- | --- | --- |
| VAN > 0 | La inversión produciría ingresos por encima de la rentabilidad exigida r. Para calcular el VAN se sustituye en la fórmula d por r. En esta situación d=r y r<TIR.                                     | El proyecto puede aceptarse |
| VAN < 0 | La inversión produciría ingresos por debajo de la rentabilidad exigida r o incluso pérdidas. Para calcular el VAN se sustituye en la fórmula d por r. En esta situación d=r y r>TIR.                  | El proyecto debería rechazarse |
| VAN = 0 | La inversión no produciría ingresos superiores a una inversión alternativa con una rentabilidad exigida r (Por ejemplo la rentabilidad de un bono de riesgo muy bajo). En esta situación d=r y r=TIR. | Dado que el proyecto no agrega valor monetario por encima de la rentabilidad exigida (r=d=TIR en este caso), la decisión debería basarse en otros criterios, como la obtención de un mejor posicionamiento en el mercado u otros factores. La idea es sencilla: si una inversión (la que se está evaluando) no da más rentabilidad que una "segura" como la de un bono gubernamental de muy bajo riesgo, ¿qué sentido tiene arriesgarse con otra inversión de su misma rentabilidad? |

El valor actual neto es muy importante para la valoración de inversiones en activos fijos, a pesar de sus limitaciones en considerar circunstancias imprevistas o excepcionales de mercado. Si su valor es mayor a cero, el proyecto es rentable, considerándose el valor mínimo de rendimiento para la inversión. Al respecto, Johnson (1998) se expresa así: “En resumen, un proyecto de inversión de capital debería aceptarse si tiene un valor presente neto positivo, cuando los flujos de efectivo esperados se descuentan al costo de oportunidad”. (p. 45) [cita requerida]
Una empresa suele comparar diferentes alternativas para comprobar si un proyecto le conviene o no. Normalmente, la alternativa con el VAN más alto suele ser la mejor para la entidad; pero no siempre tiene que ser así. Hay ocasiones en las que una empresa elige un proyecto con un VAN más bajo debido a diversas razones como podrían ser la imagen que le aportará a la empresa, por motivos estratégicos u otros motivos que en ese momento interesen a dicha entidad.
Puede considerarse también la interpretación del VAN, en función de la creación de valor para la empresa:
- Si el VAN de un proyecto es positivo, el proyecto crea valor.
- Si el VAN de un proyecto es negativo, el proyecto destruye valor.
- Si el VAN de un proyecto es cero, el proyecto no crea ni destruye valor.

### Rentas fijas
Cuando los flujos de caja son de un monto fijo (rentas fijas), por ejemplo los bonos, se puede utilizar la siguiente fórmula:
{\displaystyle {\mbox{VAN}}=-I+{\frac {R[1-(1+i)^{-n}]}{i}}}
{\displaystyle R} representa el flujo de caja constante.
{\displaystyle i} representa el coste de oportunidad o rentabilidad mínima que se está exigiendo al proyecto.
{\displaystyle n} es el número de periodos.
{\displaystyle I} es la Inversión inicial necesaria para llevar a cabo un proyecto.

### Rentas crecientes
En algunos casos, en lugar de ser fijas, las rentas pueden incrementarse con una tasa de crecimiento “g”, siendo siempre g<i. La fórmula utilizada entonces para hallar el VAN es la siguiente:
{\displaystyle {\mbox{VAN}}=-I+{\frac {R[(1-(1+g)^{n}*(1+i)^{-n})]}{(i-g)}}}
{\displaystyle R} representa el flujo de caja del primer período.
{\displaystyle i} representa el coste de oportunidad o rentabilidad mínima que se está exigiendo al proyecto.
{\displaystyle g} representa el índice de incremento en el valor de la renta de cada período.
{\displaystyle n} es el número de periodos.
{\displaystyle I} es la Inversión inicial necesaria para llevar a cabo el proyecto.
Si no se conociera el número de periodos a proyectarse (a perpetuidad), la fórmula variaría de esta manera:
{\displaystyle {\mbox{VAN}}=-I+{\frac {R}{(i-g)}}}
«»

## Procedimientos del Valor Actual Neto
Como menciona el autor Coss Bu, existen dos tipos de valor actual neto:
- Valor presente de inversión total. Puesto que el objetivo en la selección de estas alternativas es escoger aquella que maximice valor presente, las normas de utilización en este criterio son muy simples. Todo lo que se requiere hacer es determinar el valor presente de los flujos de efectivo que genera cada alternativa y entonces seleccionar aquella que tenga el valor presente máximo. El valor presente de la alternativa seleccionada deberá ser mayor que cero, ya que de esta manera el rendimiento que se obtiene es mayor que el interés mínimo atractivo. Sin embargo, es posible que en ciertos casos cuando se analizan alternativas mutuamente excluyentes, todas tengan valores presentes negativos. En tales casos, la decisión a tomar es “no hacer nada”, es decir, se deberán rechazar a todas las alternativas disponibles. Por otra parte, si de las alternativas que se tienen solamente se conocen sus costos, entonces la regla de decisión será minimizar el valor presente de los costos.

- Valor presente del incremento en la inversión. Cuando se analizan alternativas mutuamente excluyentes, son las diferencias entre ellas lo que sería más relevante al tomador de decisiones. El valor presente del incremento en la inversión precisamente determina si se justifican esos incrementos de inversión que demandan las alternativas de mayor inversión.

Cuando se comparan dos alternativas mutuamente excluyentes mediante este enfoque, se determinan los flujos de efectivo netos de la diferencia de los flujos de efectivo de las dos alternativas analizadas. Enseguida se determina si el incremento en la inversión se justifica. Dicho incremento se considera aceptable si su rendimiento excede la tasa de recuperación mínima.

## Ventajas
- Su cálculo solo requiere de operaciones simples.
- Contabiliza la variación del "valor del dinero" en el tiempo (inflación).
- Su uso y entendimiento es extendido.

## Inconvenientes
- Dificultad para establecer el valor de la tasa de descuento que mejor se ajusta. A veces se usan los siguientes criterios:
  - Coste del dinero a largo plazo (estimación de la inflación).
  - Tasa de rentabilidad a largo plazo de la empresa.
  - Coste de capital de la empresa.
  - Como un valor apresubjetivo.
  - Como un coste de oportunidad.